# Свети Михаил (Мюнхен)
Йезуитската  църква „Св. Михаил“ (на немски: Jesuitenkirche St. Michael) на Нойхаузерштрасе (на немски: Neuhauser Straße) в Мюнхен е за своето време сред най-големите цитадели на Контрареформацията.
Започват да я строят през 1583 г., но изграждането е прекъснато от падането на кула, така че храмът е осветен през 1597 година. Съдбата пак не я пощадява и през ноември 1944 г. е разрушена от бомбардировките, но е възстановена през 1947 – 1948 година. Фасадата на храма е подобна повече на средновековно кметство – най-вече поради острия триъгълен фронтон, на върха на който се намира фигурата на Исус. На входа на църквата стои бронзова статуя на архангел Михаил, която е създадена още в края на XVI век. Освен това, в нишите се намират 15 статуи на покровителите на тази катедрала.